# Quercus xanthotricha
Quercus xanthotricha, vrsta hrasta, drveta iz porodice Fagaceae, koje raste u Vijetnamu, Laosu i kineskoj provinciji Yunnan. Naraste do 8 metara visine.

## Opis
To je 5 do 8 metara visoko drvo iz Yunnana, Laosa i Vijetnama, koje se javlja na visinama od 800 - 1700 m. Listovi 5-8 x 1,5-3 cm; usko eliptični do eliptični; malo kožasti; vrh zašiljen; osnova klinasta; rub nazubljen prema vrhu; peteljka dlakava, 5-10 mm duga. Muški cvatovi dugi 2-5 cm; 3 kratka, slobodna stila. Plod su jajasti žirovi, dugi 0,9-1,3 cm, promjera 0,7-1 cm. Rastu u u mješovitim planinskim šumama. Pripada podrodu Cerris, odjeljak Cyclobalanopsis. Lokalno je poznato pod narodnim nazivom si mao qing gang.

## Sinonimi
Homotipski sinonimi:
- Cyclobalanopsis xanthotricha (A.Camus) Y.C.Hsu & H.Wei Jen

Heterotipski sinonimi:
- Quercus fuhsingensis Y.T.Chang
- Cyclobalanopsis fuhsingensis (Y.T.Chang) Y.T.Chang ex Y.C.Hsu & H.W.Jen